# Katō Tomosaburō
En aquest nom japonès, el cognom és Katō.
Katō Tomosaburō (Hiroshima, 1861 - Tòquio, 1923) va ser un almirall i polític japonès. Participant de les guerres sino-japonesa i russo-japonesa, va ocupar diversos càrrecs polítics, entre els quals el de Primer Ministre del Japó de 1922 fins a la seva mort.

## Biografia
Va néixer al domini d'Aki, a l'actual prefectura d'Hiroshima, en el si d'un clan samurai local. Feu carrera militar a la marina japonesa: el 1873 va entrar a l'Acadèmia Naval i el 1883 va assolir el grau de subtinent de manera interina. Tres anys més tard, el 1886, fou ascendit a tinent, i durant el 1888 va estudiar a la Gran Bretanya. Es destacà durant les guerres sino-japonesa (1894-1895) i russo-japonesa (1904-1905). A la primera va ser oficial en cap d'artilleria del creuer Yoshino, i participà en la batalla del riu Yalu (1894), mentre que a la segona fou assistent de Heihachiro Togo, en qualitat de cap de l'Estat Major de la flota japonesa combinada, destacat en les batalles d'Ulsan (1904) i Tsushima (1905). Acabades les dues guerres, va ser comissionat com a comandant del districte naval de Kure i de la primera flota.
Participà també en la política nacional japonesa, habitualment dintre de l'àmbit de marina. Va exercir com a ministre de Marina durant els successius governs d'Okuma, Terauchi, Hara i Takahashi. L'any 1921 va assistir a la Conferència de Washington com a comissari plenipotenciari en cap i va treballar perquè el Japó entrés en el desarmament naval i la limitació d'armes. El 1922, després de la dimissió del primer ministre Takahashi Korekiyo, Katō va esdevenir primer ministre, amb el suport del Rikken Seiyukai i encapçalant un govern independent, sense afiliació partidista. Alhora que el càrrec de primer ministre, va continuar actuant simultàniament com a ministre de Marina. En aquest context, afavorí el restabliment de relacions diplomàtiques amb la Unió Soviètica, raó per la qual va decidir la retirada de Sibèria i Shandong. També s'adherí al Tractat Naval de Washington i s'oposà a la promulgació del sufragi universal.
Va morir mentre ocupava el càrrec de primer ministre l'agost de 1923. Poc abans de la seva mort, havia estat ascendit a almirall de flota i havia rebut el títol de vescomte.

## Homenatge
Té dedicada una escultura de bronze de cos sencer al Parc de Chuo de Hiroshima des de 2008. Originalment s'erigí un monument amb una estàtua de Katō el 1935 a Hijiyama, però va ser retirada el 1943 arran de la Llei de Recol·lecció de Metall, durant la Segona Guerra Mundial, i només en resta el pedestal.